# Abdoulay Konko
Abdoulay Konko Faye (Marsiglia, 9 marzo 1984) è un allenatore di calcio ed ex calciatore francese di origini senegalesi e marocchine, di ruolo difensore o centrocampista, tecnico del Genoa U-16.

## Carriera

### Giocatore

#### Club

##### Gli inizi, Juventus, Crotone e Siena e Faicchio

Konko (in piedi, secondo da destra) nella squadra Primavera della Juventus vincitrice del Torneo di Viareggio 2004

Nella stagione 2001-2002 arriva giovanissimo dal vivaio del Martigues a quello del Genoa, per poi tornare in Francia e fare ritorno in Italia tra le file della squadra Primavera della Juventus. Malgrado nella stagione 2003-2004 sia stato spesso aggregato alla prima squadra, il giocatore franco-senegalese non riuscirà mai a debuttare con la casacca della Vecchia Signora.
Nell'annata 2004-2005 passa, insieme ad altri ragazzi del settore giovanile bianconero, in Serie B al Crotone, guidato dall'emergente allenatore piemontese Gian Piero Gasperini, dove totalizza 33 presenze e 3 reti. Nella cittadina calabrese gioca anche la stagione 2005-2006 nella quale disputa 41 partite, realizzando 4 reti.
L'annata successiva vede il suo debutto in Serie A nel Siena, con cui esordisce il 10 settembre 2006 contro il ChievoVerona e disputa 14 partite, realizzando anche un gol nel match del 14 ottobre contro il Messina, vinto proprio dalla squadra toscana col punteggio di 3-1.

##### Genoa
Nell'estate del 2006 il Siena ne acquista la comproprietà, ma nel gennaio del 2007 la metà detenuta dalla Juventus viene ceduta al Genoa, nell'ambito del riscatto della comproprietà di Domenico Criscito dalla società bianconera.
Durante il mercato estivo del 2007 viene completamente acquistato dal Genoa, nell'ambito dell'operazione che porta l'italo-argentino Fernando Forestieri in Toscana. Al Genoa ritrova proprio Gasperini, che l'aveva già allenato al Crotone.

##### Siviglia
Il 19 giugno 2008 passa al Siviglia per 9 milioni con una clausola rescissoria di 60 milioni di euro.. Il 29 settembre 2009 segna il suo primo goal in Champions League contro i Rangers Glasgow. Con il club andaluso, raccoglie complessivamente in due stagioni e mezzo 67 presenze e 4 reti.

##### Genoa e Lazio
Il 22 gennaio 2011 Konko torna di nuovo al Genoa per 6 milioni di euro, con un ingaggio annuale di 1,4 milioni.

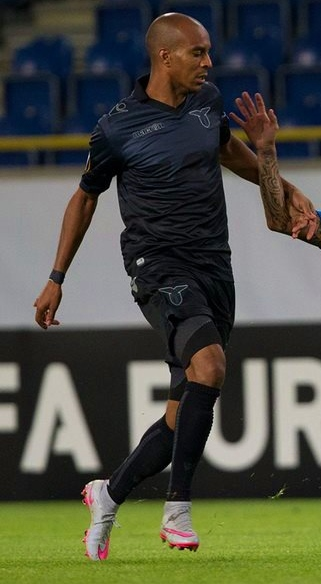
Konko, nel 2015, con la maglia Lazio.

Il 1º luglio 2011 viene acquistato dalla Lazio per una cifra intorno ai 5 milioni di euro. Il franco-senegalese ha firmato un contratto della durata di 4 anni a 1,2 milioni di euro a stagione.
Il 5 gennaio 2013, alla ripresa del campionato dalla pausa invernale, nella partita casalinga contro il Cagliari segna il suo primo gol in Serie A con la maglia della squadra romana, consentendo alla Lazio di pareggiare la gara, poi vinta 2-1 proprio dai biancocelesti. Il 26 maggio 2013 vince la Coppa Italia in finale contro la Roma per 1-0.
Il 20 maggio 2015 perde la finale di Coppa Italia dove la Lazio viene sopraffatta dalla Juventus per 2-1.
L'8 agosto 2015, seppur non scendendo in campo, perde la Supercoppa italiana 2015, per 2-0, contro i Campioni d'Italia della Juventus. Il 22 ottobre successivo gioca la sua 100ª partita con la maglia della Lazio in occasione della vittoria casalinga, per 3-1, contro i norvegesi del Rosenborg.

##### Atalanta e ritiro
Il 19 agosto 2016 viene ufficializzato l'ingaggio del giocatore francese da parte dell'Atalanta; esordisce con i bergamaschi subentrando a Paloschi nella sfida persa per 2-1 sul campo della Sampdoria, il 28 agosto. Segna il suo primo gol con i bergamaschi negli ottavi di finale di Coppa Italia, contro la Juventus. A fine stagione si ritira all’età di 33 anni.

#### Nazionale
Nato in Francia da padre senegalese e madre marocchina, Konko avrebbe potuto rappresentare ciascuna delle tre nazionali. Avvicinato più volte dalle federazioni marocchine e senegalesi, Konko ha respinto ognuna di queste offerte per non fare un torto ai genitori.

### Allenatore
Nel settembre del 2020 inizia a frequentare a Coverciano il corso UEFA A per poter allenare le prime squadre fino alla Serie C ed essere allenatori in seconda in Serie A e B. Nel gennaio del 2021 torna al Genoa per allenare la sezione Under-17 perdendo a fine giugno la finale del campionato di categoria contro la Roma per 3-1.
Il 15 gennaio 2022 diventa il tecnico ad interim della prima squadra, sostituendo l'esonerato Andrij Ševčenko per la partita persa 6-0 contro la Fiorentina. Termina la stagione alla guida dell’Under-17 venendo eliminato ai play-off proprio dai toscani.
Passato ad allenare nel frattempo l’Under-16, nel settembre del 2022 viene ammesso al corso di formazione per la licenza UEFA Pro, il massimo livello di formazione per un allenatore, venendo quindi abilitato un anno dopo dal Settore Tecnico della FIGC.

## Statistiche

### Presenze e reti nei club
Statistiche aggiornate al 15 gennaio 2017.
| Stagione        | Squadra         | Campionato      | Campionato | Campionato | Coppa nazionale | Coppa nazionale | Coppa nazionale | Coppe europee | Coppe europee | Coppe europee | Altre coppe | Altre coppe | Altre coppe | Totale | Totale |
| Stagione        | Squadra         | Comp            | Pres       | Reti       | Comp            | Pres            | Reti            | Comp          | Pres          | Reti          | Comp        | Pres        | Reti        | Pres   | Reti   |
| --------------- | --------------- | --------------- | ---------- | ---------- | --------------- | --------------- | --------------- | ------------- | ------------- | ------------- | ----------- | ----------- | ----------- | ------ | ------ |
| 2004-2005       | Crotone         | B               | 33         | 3          | CI              | 3               | 0               | -             | -             | -             | -           | -           | -           | 36     | 3      |
| 2005-2006       | Crotone         | B               | 41         | 4          | CI              | 0               | 0               | -             | -             | -             | -           | -           | -           | 41     | 4      |
| Totale Crotone  | Totale Crotone  | Totale Crotone  | 74         | 7          |                 | 3               | 0               |               | -             | -             |             | -           | -           | 77     | 7      |
| 2006-2007       | Siena           | A               | 14         | 1          | CI              | 1               | 0               | -             | -             | -             | -           | -           | -           | 15     | 1      |
| 2007-2008       | Genoa           | A               | 37         | 2          | CI              | 2               | 0               | -             | -             | -             | -           | -           | -           | 39     | 2      |
| 2008-2009       | Siviglia        | PD              | 15         | 0          | CS              | 1               | 0               | CU            | 5             | 0             | -           | -           | -           | 21     | 0      |
| 2009-2010       | Siviglia        | PD              | 18         | 1          | CS              | 5               | 0               | UCL           | 4             | 1             | -           | -           | -           | 27     | 2      |
| 2010-gen. 2011  | Siviglia        | PD              | 11         | 2          | CS              | 3               | 0               | UCL+UEL       | 1+4           | 0             | -           | -           | -           | 19     | 2      |
| Totale Siviglia | Totale Siviglia | Totale Siviglia | 44         | 3          |                 | 9               | 0               |               | 14            | 1             |             | -           | -           | 67     | 4      |
| gen.-giu. 2011  | Genoa           | A               | 13         | 0          | CI              | 0               | 0               | -             | -             | -             | -           | -           | -           | 13     | 0      |
| Totale Genoa    | Totale Genoa    | Totale Genoa    | 50         | 2          |                 | 2               | 0               |               | -             | -             |             | -           | -           | 52     | 2      |
| 2011-2012       | Lazio           | A               | 26         | 0          | CI              | 1               | 0               | UEL           | 5             | 0             | -           | -           | -           | 32     | 0      |
| 2012-2013       | Lazio           | A               | 25         | 1          | CI              | 3               | 0               | UEL           | 6             | 0             | -           | -           | -           | 34     | 1      |
| 2013-2014       | Lazio           | A               | 21         | 0          | CI              | 2               | 0               | UEL           | 3             | 0             | SI          | 0           | 0           | 26     | 0      |
| 2014-2015       | Lazio           | A               | 2          | 0          | CI              | 3               | 0               | -             | -             | -             | -           | -           | -           | 5      | 0      |
| 2015-2016       | Lazio           | A               | 18         | 0          | CI              | 2               | 0               | UCL+UEL       | 0+9           | 0             | SI          | 0           | 0           | 29     | 0      |
| Totale Lazio    | Totale Lazio    | Totale Lazio    | 92         | 1          |                 | 11              | 0               |               | 23            | 0             |             | -           | -           | 126    | 1      |
| 2016-2017       | Atalanta        | A               | 10         | 0          | CI              | 1               | 1               | -             | -             | -             | -           | -           | -           | 11     | 1      |
| Totale carriera | Totale carriera | Totale carriera | 284        | 14         |                 | 27              | 1               |               | 37            | 1             |             | 0           | 0           | 348    | 16     |

### Statistiche da allenatore

#### Club
Statistiche aggiornate al 18 gennaio 2022.
| Stagione        | Squadra         | Campionato      | Campionato | Campionato | Campionato | Campionato | Coppe nazionali | Coppe nazionali | Coppe nazionali | Coppe nazionali | Coppe nazionali | Coppe continentali | Coppe continentali | Coppe continentali | Coppe continentali | Coppe continentali | Altre coppe | Altre coppe | Altre coppe | Altre coppe | Altre coppe | Totale | Totale | Totale | Totale | % Vittorie | Piazzamento     |
| Stagione        | Squadra         | Comp            | G          | V          | N          | P          | Comp            | G               | V               | N               | P               | Comp               | G                  | V                  | N                  | P                  | Comp        | G           | V           | N           | P           | G      | V      | N      | P      | %          | Piazzamento     |
| --------------- | --------------- | --------------- | ---------- | ---------- | ---------- | ---------- | --------------- | --------------- | --------------- | --------------- | --------------- | ------------------ | ------------------ | ------------------ | ------------------ | ------------------ | ----------- | ----------- | ----------- | ----------- | ----------- | ------ | ------ | ------ | ------ | ---------- | --------------- |
| gen. 2022       | Genoa           | A               | 1          | 0          | 0          | 1          | CI              | 0               | 0               | 0               | 0               | -                  | -                  | -                  | -                  | -                  | -           | -           | -           | -           | -           | 1      | 0      | 0      | 1      | &0,00      | Sub. ad interim |
| Totale carriera | Totale carriera | Totale carriera | 1          | 0          | 0          | 1          |                 | 0               | 0               | 0               | 0               |                    | -                  | -                  | -                  | -                  |             | -           | -           | -           | -           | 1      | 0      | 0      | 1      | 0,00       |                 |

## Palmarès

### Competizioni giovanili
- Torneo di Viareggio: 2

Juventus: 2003, 2004

### Competizioni nazionali
- Coppa di Spagna: 1

Siviglia: 2009-2010
- Coppa Italia: 1

Lazio: 2012-2013